# Protein-Protein-Interaktion
Eine Protein-Protein-Interaktion ist eine Wechselwirkung zwischen zwei oder mehreren Proteinen. Sie beruht überwiegend auf nicht-kovalenten Wechselwirkungen, wie Van-der-Waals-Kräften und Wasserstoffbrückenbindungen, elektrostatischen Wechselwirkungen und hydrophoben Effekten der Aminosäurereste oberflächennaher Proteindomänen zwischen den beteiligten Proteinen.

## Eigenschaften
Protein-Protein-Interaktionen spielen eine Schlüsselrolle bei praktisch allen biologischen Prozessen, an denen Proteine beteiligt sind. Dazu zählen insbesondere Signaltransduktionsprozesse, Transportfunktionen und das Zytoskelett. Daher sind Protein-Protein-Interaktionen Gegenstand der Forschung für viele Bereiche der Biowissenschaften. Die Gesamtheit der Protein-Protein-Interaktionen, welche im menschlichen Organismus ein Netzwerk von etwa 650.000 Wechselwirkungen bilden, wird im Allgemeinen auch als Interaktom bezeichnet und ist in Datenbanken wie KEGG und Reactome registriert. Besonders viele Interaktionen weisen Proteine in Proteinkomplexen und Adapterproteine auf. Analog definierte Interaktionen sind z. B. Protein-Lipid-Interaktionen, Protein-RNA-Interaktionen und Protein-DNA-Interaktionen.

## Liste von Methoden zur Aufklärung von Protein-Protein-Interaktionen
Protein-Protein-Interaktionen können im Zuge einer Proteincharakterisierung experimentell mit Hilfe biochemischer und biophysikalischer Methoden untersucht werden. Dazu zählen unter anderem:
- das Hefe-Zwei-Hybrid-System und das bakterielle Zwei-Hybrid-System, zwei molekularbiologische Verfahren unter Verwendung von Fusionsproteinen, die nach Interaktion einen funktionstüchtigen Transkriptionsfaktor in Zellen bilden
- das molekulare Display, z. B. das Phagendisplay oder das Hefe-Display, ist ein Screeningverfahren, bei dem Proteine auf der Oberfläche von Bakteriophagen exprimiert werden und deren codierende cDNA nach Interaktion identifiziert werden kann
- der Förster-Resonanzenergietransfer und der Biolumineszenz-Resonanzenergietransfer, basiert auf einem physikalischen Phänomen, bei dem Farbstoff-konjugierte Proteine einen Energietransfer bei einer Interaktion zeigen
- die bimolekulare Fluoreszenzkomplementation, einem biochemisch-biophysikalischen Verfahren, das auf einer Vereinigung zweier zuvor getrennter Fragmente des grün fluoreszierenden Proteins nach Interaktion mit den konjugierten Proteinen beruht, analog die Enzymfragment-Komplementation
- die Fluoreszenzkorrelationsspektroskopie und die Fluoreszenz-Lebenszeit-Korrelations-Spektroskopie
- der Scintillation proximity assay, bei dem eine Szintillation nach Bindung eines radioaktiv markierten Protein verstärkt wird.
- die Oberflächenplasmonenresonanzspektroskopie (SPR, eng. surface plasmon resonance), ein quantitatives physikalisches Verfahren, das auf einer Detektion der Änderung der Schichtdicke der gebundenen Proteine nach einer Interaktion beruht
- die Bio-Layer-Interferometrie misst die veränderte Interferenz bei Zugabe eines Proteins auf eine Schicht eines anderen Proteins
- die NMR-Spektroskopie, ein Verfahren zur Bestimmung der räumlichen Struktur eines Proteins
- Ligandenbindungstest wie z. B. die Radioligand-Bindung im Filterbindungstest, ein quantitatives biochemisches Verfahren, das auf einer Strahlungsmessung eines mobilen radioaktiv markierten Proteinliganden nach Interaktion mit einem immobilisierten Protein beruht
- der Alanin-Scan, mehrere gezielte Mutagenesen zur Identifikation der zur Bindung notwendigen Aminosäuren
- die Quervernetzung, ein chemisches Verfahren zur Fixierung von interagierenden Proteinen zur späteren Analyse, kann auch in vivo unter Benutzung photo-reaktiver Aminosäureanaloga erfolgen, die während der Expression in die Proteine eingebaut werden, meist kombiniert mit einem Western Blot oder MALDI-TOF.
- das Isopeptag vernetzt benachbarte Proteine enzymatisch.
- der Label-Transfer überträgt ein Signal von einem Molekül auf ein anderes Bindendes.
- die Affinitätschromatographie, einem chromatographischen Trennverfahren unter Verwendung einer Protein-konjugierten stationären Phase zur Isolierung interagierender Proteine in der mobilen Phase
- die Affinitätselektrophorese, einem der Affinitätschromatographie ähnlichen elektrophoretischen Verfahren
- Pulldown-Assays wie z. B. die Ko-Immunpräzipitation oder SPINE (Strep-protein interaction experiment), Methoden, die auf einer Fällung und anschließenden Analyse von Proteinkomplexen beruht
- Quantitative immunoprecipitation combined with knock-down (QUICK)[2]
- Native Gelelektrophoresen zeigen bei Interaktion von Proteinen deren verändertes Laufverhalten in der Gelelektrophorese.
- der Far-Western-Blot verwendet nach einer Inkubation eines Western Blots mit dem Interaktionspartner diesen als Ziel einer Immunfärbung
- Proximity Ligation Assay
- Protein-fragment complementation assays wie das Split-TEV, analog zur bimolekularen Fluoreszenzkomplementation, jedoch mit zwei Enzymhälften anstatt zwei Fluorophorhälften.
- Thermal Shift Assay, Messung der veränderten Denaturierungstemperatur bei gebundenen Liganden
- Microscale Thermophoresis
- Isotherme Titrationskalorimetrie
- BioID (engl. proximity-dependent biotin identification) beruht auf der Expression eines Fusionsproteins mit einer unspezifischen Biotin-Protein-Ligase gefolgt vom Nachweis der biotinylierten Proteine[3]
- Durch eine Dichtegradientenzentrifugation oder eine Gel-Permeations-Chromatographie kann der veränderte hydrodynamische Radius eines Proteinkomplexes bestimmt werden.

Durch den Vergleich der Aminosäuresequenz mit Datenbanken wie BLASTp und Pfam können sequenzverwandte Proteine mit bekannten Funktionen einen Hinweis auf die möglichen Funktionen des zu untersuchenden Proteins geben. Darüber hinaus ist mit Hilfe theoretischer, computergestützter Verfahren im Zuge einer Proteinstrukturvorhersage die Voraussage von Protein-Protein-Interaktionen teilweise möglich.